# Maki Goto
Maki Goto, (en japonès 後藤真希), és una cantant de J-Pop, dintre del gènere idol. Fins al 28 d'octubre del 2007 era part del conglomerat d'artistes femenins conegut com a HELLO! Project.

## Biografia
Va començar la seva carrera com Idol en Morning Musume, grup insígnia d'H!P. Es va unir a l'agrupació el 22 d'agost del 1999 quan solament tenia 13 anys. Va ser l'única component de la tercera generació. L'arribada d'aquest nou membre va suposar un increment en la popularitat i les vendes del grup, superant per primera vegada el milió de còpies amb el single "LOVE Machine".
Al novembre d'aquest mateix any, aprofitant la gran acceptació de Maki entre els fans, es va crear el segon grup satèl·lit de Morning Musume, Petitmoni o Pucchimoni (amb Sayaka Iichi i Kei Yasuda), que també va vendre més d'un milió de còpies amb el single "Chokotto LOVE".
El març de 2001, sense haver-se graduat encara de Momusu, Maki Goto inicia la seva carrera com solista amb el single "Ai no Bakayarou".
Durant la seva època com Morning Musume, fins a la seva graduació el 23 de setembre de 2002, Gottchan va seguir sent de les veus principals en la majoria dels singles i a més ho va compaginar amb la seva carrera en solitari.
Des de llavors ha estat part de diversos grups temporals del HELLO! Project, menciono Gomattou en 2002 (al costat de Aya Matsuura i a la per aquell temps solista Miki Fujimoto), Nochiura Natsumi en 2004 (amb Natsumi Abe ex-Morning Musume i solista, i Aya Matsuura també solista), a elles es va unir Rika Ishikawa en 2005 per a crear el nou grup, DEF.DIVA.
La seva carrera com solista dintre de HELLO! Project, continu evolucionat tant en la seva música com en la seva imatge. Abandonant els sons i l'estètica de Idol adolescent per a passar a una faceta Ero-Kawaii.
A principis de l'any 2007 i com commemoració del desè aniversari de l'aparició de Morning Musume i, per tant, de l'H!P, es va crear una unit especial (Morning Musume Tanjou 10nen Kinentai) amb cinc membres, un dels quals era Maki Goto. Aquesta formació pretén evocar el line-up originari del grup. El 24 de gener van editar el single "Bokura ga Ikiru MY ÀSIA". Després, va arriabr el segon, "Itoshiki Tomo he", el 8 d'agost.
A més de cantar, Maki Goto ha actuat en diverses pel·lícules (Pichirunner, Nema Tamago, Seishun Bakachin Ryorijuku o Koinu Dan no Monogatari) i en els TV Doramas Mariya, Yan Papa, R.P.G, Yoshitsune i Yubi.
El 28 d'octubre de 2007 Maki Goto es va graduar de l'H!P. Els motius de la seva graduació semblen ser les diferències entre Maki i l'agència (Up-Fronts) quant al seu futur professional, a més de l'escàndol protagonitzat pel seu germà Yuuki, detingut per estar implicat en una sèrie de robatoris. Actualment està en els files d'una altra discogràfica, Avex.

## Curiositats
- Té un germà petit, Yuuki Goto, que també va ser cantant. Va pertànyer al duo de J-Pop EE Jump el productor del qual era Tsunku.
- El seu pare va morir en un accident d'escalada.
- És l'única component del HELLO!Project que ha arribat a en solitari el #1 del Oricon Weekly Chart amb el single "Ai no Bakayarou".
- Tots els seus senzills, excepte "Ima ni Kitto... In My LIFE", han estat dintre del Top10 del Oricon Weekly Chart.
- Li agrada el Caramel Macchiato del Starbucks.
- Escriu un Blog diari.
- Sol posar sobrenoms diferents dels habituals, a les seves companyes del Hello!Project, com "Nii Nii" a Risa Niigaki o "Michii" a Sayumi Michishige

## Discografia

### Senzills
| #  | Títol                                                                          | Data de llançament | Ventes la primera setmana | Ventes totals |  |
| -- | ------------------------------------------------------------------------------ | ------------------ | ------------------------- | ------------- |  |
| 1  | 愛のバカやろう (Ai no Bakayarou)                                               | 28/03/2001         | 268.330                   | 439.790       |  |
| 2  | 溢れちゃう... BE IN LOVE (Afurechau... BE IN LOVE)                             | 19/09/2001         | 136.110                   | 210.360       |  |
| 3  | 手を握って歩きたい (Te wo Nigitte Arukitai)                                    | 09/05/2002         | 74.150                    | 104.630       |  |
| 4  | やる気! IT'S EASY (Yaruki! IT'S EASY)                                          | 21/08/2002         | 73.230                    | 113.260       |  |
| 5  | サン・トワ・マミー (Sans Toi Ma Mie / Kimi to Itsumademo)                      | 18/12/2002         | 38.802                    | 58.644        |  |
| 6  | うわさの SEXY GUY (Uwasa no SEXY GUY)                                          | 19/03/2003         | 40.743                    | 61.424        |  |
| 7  | スクランブル (Scramble)                                                        | 18/06/2003         | 35.353                    | 46.181        |  |
| 8  | 抱いてよ! PLEASE GO ON (Daite yo! PLEASE GO ON)                                | 27/08/2003         | 48.011                    | 58.501        |  |
| 9  | 原色 GAL 派手に行くべ! (Genshoku GAL Hade ni Yukube!)                          | 27/11/2003         | 30.849                    | 45.494        |  |
| 10 | サヨナラの LOVE SONG (Sayonara no LOVE SONG)                                   | 17/03/2004         | 27.317                    | 35.126        |  |
| 11 | 横浜蜃気楼 (Yokohama Shinkirou)                                                | 07/07/2004         | 23.935                    | 30.984        |  |
| 12 | さよなら「友達にはなりたくないの」 (Sayonara "Tomodachi ni wa Naritakunai no") | 17/11/2004         | 22.944                    | 29.004        |  |
| 13 | スッピンと涙。(Suppin to Namida)                                               | 06/07/2005         | 16.520                    | 20.709        |  |
| 14 | 今にきっと…In My LIFE (Ima ni Kitto... In My LIFE)                             | 25/01/2006         | 17.635                    | 21.409        |  |
| 15 | ガラスのパンプス (Glass no Pumps)                                              | 07/06/2006         | 22.180                    | 27.907        |  |
| 16 | SOME BOYS! TOUCH                                                               | 11/10/2006         | 20.665                    | 29.459        |  |
| 17 | シークレット (Secret)                                                          | 11/04/2007         | 11.112                    | 14.861        |  |
| 18 | Cancelado                                                                      | 14/11/2007         | *                         | *             |  |

### Àlbums
| # | Títol                                        | Data de llançament | Ventes la primera setmana | Ventes totals |
| - | -------------------------------------------- | ------------------ | ------------------------- | ------------- |
| 1 | マッキングGOLD 1 (Makking GOLD 1)            | 05/02/2003         | 75.465                    | 104.999       |
| 2 | 2 ペイント イット ゴールド (2 Paint It Gold) | 28/01/2004         | 39.724                    | 52.040        |
| 3 | 3rd ステーション (3rd Station)               | 23/02/2005         | 26.150                    | 32.354        |
| 4 | Goto Maki Premium Best 1                     | 14/12/2005         | 22.470                    | 29.626        |
| 5 | "How to use SEXY"                            | 19/09/2007         | 11.727                    | 14.996        |